# مهرداد یکم (پادشاه کوماژن)

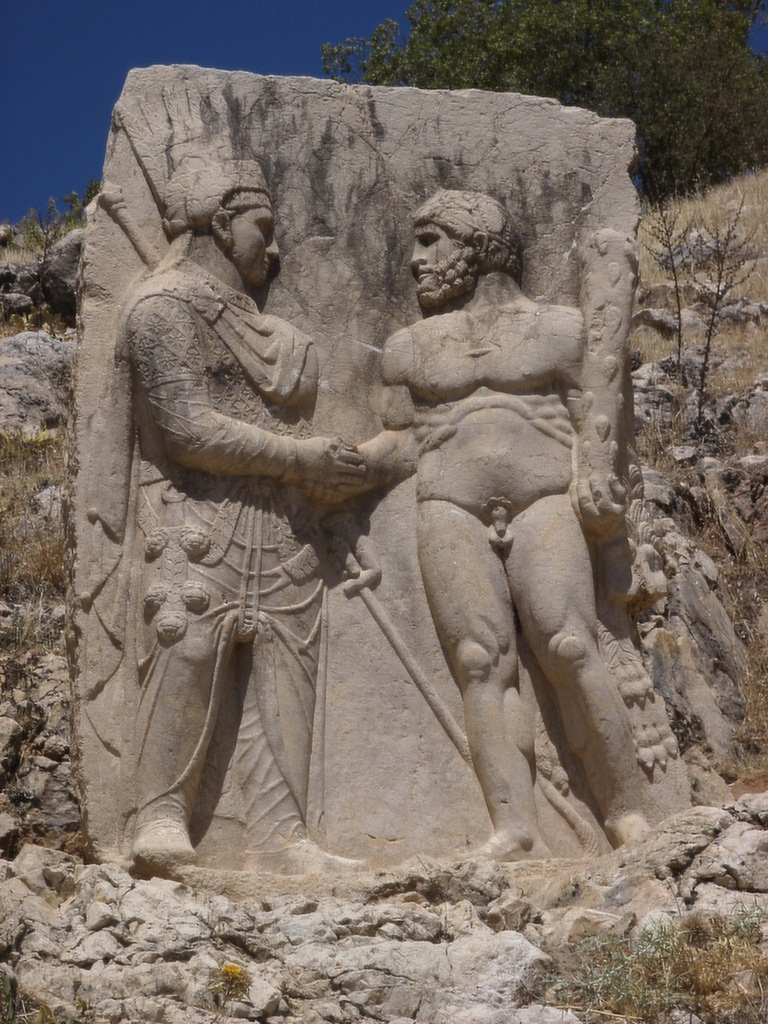
سنگ نگاره ای از مهرداد یکم همراه با هرکول

مهرداد یکم کالینیکوس (به یونانی: Μιθριδάτης ὀ Кαλλίνικος) سومین پادشاه ایرانی‌تبار کوماژن بود. او پسر و جانشین سامس دوم بود. مهرداد یکم کالینیکوس در سال ۷۰ پیش از میلاد درگذشت و پسرش آنتیوخوس یکم تئوس جانشین او شد.